# Rumiko Takahashi
Rumiko Takahashi (留美子 高橋, Takahashi Rumiko) blev født den 10. oktober 1957 i Niigata, Japan. Hun lever af at tegne mangaer og er også en af Japans rigeste kvinder og tegneserieskabere (i 2004, måtte hun betale 142.7 million yen i skat). Hendes mangaer såvel som deres anime adaptationer er meget populære i Europa og i USA. Hun er den mest læste serieforfatter i verden, da over 100 millioner bind af hendes serier er blevet solgt i Japan alene. Hun kaldes også "Mangaens Prinsesse". Ud over lange mangaserier tegner Rumiko Takahashi også meget ofte one-shot manga'er.
Rumiko Takahashi udviste kun i megen ringe grad interesse i manga'er, da hun var lille, selv om hun tegnede allerede så tidligt som i gymnasiet. Under sit ophold i Tokyo Daigaku skrev hun sig ind på Gekiga Sonjuku, en mangaskole grundlagt af Kazuo Koike (skaberen af Crying Freeman og Lone Wolf and Cub). Hun fulgte hans råd og begyndte at udgive sine første doujinshi (det japanske svar på et fanzine) i 1975, heriblandt Bye-Bye, Road og Star of Futile Dust. Kazuo Koike tvang ofte sine elever til at skabe spændende, veludtænkte karakterer, og hans indflydelse kom i stor grad til at præge Rumiko Takahashis manga-serier igennem hele hendes karriere.

## Manga-serier
- Urusei Yatsura 1978-1987, 34 bind.
- Maison Ikkoku 1980-1987, 15 bind.
- Mermaid Saga 1984-1994 (med flere afbrydelser i udgivelsen), 4 bind.
- Ranma 1/2 1987-1996, 38 bind.
- One Pound Gospel, 4 bind.
- InuYasha 1996 – 2009, 56 bind
- RIN-NE 2009 -

## Anerkendelse
Rumiko Takahashi har vundet en række priser for sine værker, såvel i Japan som i USA:
- 1981: 26. Shogakukans Manga-Pris (Kategori Shōnen/Shōjo) for Urusei Yatsura
- 1987: 18. Seiun-Pris for Urusei Yatsura
- 1989: 20. Seiun-Pris for Mermaid Saga
- 1994: San Diego-Comic-konventionens Inkpot Award
- 2002: 47. Shogakukan Manga-Pris (Kategori Shōnen) for Inu Yasha